# Aberystwyth Town Football Club
Aberystwyth Town Football Club è una società calcistica gallese con sede nella città di Aberystwyth, che milita nella Welsh Premier League, la massima divisione del campionato gallese di calcio. Il club, fondato nel 1884, disputa le sue gare casalinghe al Park Avenue, stadio della città, che ospita 5000 spettatori, con 1002 posti a sedere.
La società ha anche una squadra riserve che gioca nella Mid Wales League, categoria a livello regionale che si trova al terzo livello della "piramide" calcistica gallese.

## Rosa 2014-2015
Rosa e numerazione sono aggiornati al 5 marzo 2015
| N. |                        | Ruolo | Calciatore         |
| -- | ---------------------- | ----- | ------------------ |
| 1  | Galles (bandiera)      | P     | Mike Lewis         |
| 2  | Galles (bandiera)      | D     | Chris Davies       |
| 3  | Galles (bandiera)      | D     | Cledan Davies      |
| 4  | Inghilterra (bandiera) | C     | Antonio Corbisiero |
| 5  | Galles (bandiera)      | D     | Stuart Jones       |
| 6  | Galles (bandiera)      | D     | Thomas Atyeo       |
| 7  | Inghilterra (bandiera) | C     | Geoff Kellaway     |
| 8  | Galles (bandiera)      | C     | Luke Sherbon       |
| 9  | Galles (bandiera)      | A     | Mark Jones         |
| 10 | Galles (bandiera)      | A     | Chris Venables     |
| 11 | Galles (bandiera)      | C     | Craig Williams     |
| 12 | Galles (bandiera)      | D     | Sion James         |

| N. |                        | Ruolo | Calciatore             |
| -- | ---------------------- | ----- | ---------------------- |
| 13 | Galles (bandiera)      | P     | Phil Draper            |
| 14 | Galles (bandiera)      | C     | Bari Morgan (capitano) |
| 15 | Galles (bandiera)      | C     | Rhydian Davies         |
| 16 | Galles (bandiera)      | D     | David Thomas           |
| 17 | Scozia (bandiera)      | A     | Thomas Shaw            |
| 18 | Galles (bandiera)      | C     | Jamie Butler           |
|    | Galles (bandiera)      | D     | Wyn Thomas             |
|    | Galles (bandiera)      | C     | Ross Stephens          |
|    | Galles (bandiera)      | C     | Ryan Batley            |
|    | Inghilterra (bandiera) | D     | Stephen Wright         |
|    | Galles (bandiera)      | A     | Steffan Williams       |

## Palmarès

### Competizioni nazionali
- Welsh Football League Division Two: 1

1951-1952

### Competizioni regionali
- Mid Wales Football League: 9

1925-1926, 1926-1927, 1927-1928, 1932-1933, 1929-1930, 1948-1949, 1949-1950, 1983-1984, 1984-1985

### Altri piazzamenti
- Welsh Premier League:

Terzo posto: 1992-1993
- Coppa del Galles:

Finalista: 2008-2009, 2013-2014, 2017-2018
Semifinalista: 1895-1896
- Coppa di Lega gallese:

Finalista: 2024-2025
Semifinalista: 2006-2007, 2007-2008, 2008-2009, 2010-2011, 2019-2020

## Statistiche e record

### Statistiche nelle competizioni UEFA
Tabella aggiornata alla fine della stagione 2023-2024.
| Competizione                  | Partecipazioni | G | V | N | P | RF | RS |
| ----------------------------- | -------------- | - | - | - | - | -- | -- |
| Coppa UEFA/UEFA Europa League | 1              | 2 | 0 | 0 | 2 | 0  | 9  |
| Coppa Intertoto               | 2              | 4 | 0 | 2 | 2 | 3  | 8  |